# Septembre 1956

## Évènements
- 1er septembre : Camilo Ponce Enríquez (conservateur), président de l’Équateur (fin en 1960).

- 2 septembre (Formule 1) : Grand Prix automobile d'Italie.

- 6 septembre : des aviateurs et des parachutistes français arrivent à Chypre pour assurer la protection des ressortissants français en Égypte.

- 9 septembre : Nasser rejette le plan Dulles.

- 10 septembre : Guy Mollet se rend à Londres proposer une union politique entre la France et le Royaume-Uni.

- 15 septembre : au Cambodge, Norodom Sihanouk se proclame Premier ministre.

- 15 - 27 septembre : VIIIe Congrès du PCC. Deng Xiaoping devient secrétaire général du Parti communiste chinois. Dès 1957, il pourchasse impitoyablement les intellectuels qui ont cru à la campagne des Cent Fleurs.

- 19 septembre : fondation du PAIGC, parti africain pour l'indépendance de la Guinée et du Cap-Vert, par Amílcar Cabral.

- 21 septembre : Guy Mollet informe le gouvernement israélien que la France est prête à entreprendre une action commune contre l’Égypte, pendant que se clôt à Londres la deuxième conférence internationale consacrée à l’affaire de Suez : la création d’une association d’usagers, présentée par Eden et Mollet, est approuvée, mais les divergences s’accroissent entre partisans de l’intervention militaire (France et Grande-Bretagne) et ceux de la conciliation (États-Unis).

- 24 septembre : l'Allemagne de l'Ouest se dote d'une nouvelle armée de l'air.

- 27 septembre : crash de l'avion expérimental américain Bell X-2, après avoir atteint la vitesse record de mach 3,2, entraînant la mort de son pilote Milburn G. Apt.

- 29 septembre : dictature de Luis Somoza Debayle au Nicaragua (fin en 1963).

- 30 septembre : attentats du FLN à Alger au Milk Bar et à la cafétéria de la rue Michelet (11 morts et 60 blessés).

## Naissances
- 4 septembre : Blackie Lawless, membre du groupe américain de Heavy metal W.A.S.P..
- 7 septembre : Françoise Joly, journaliste française.
- 9 septembre : Anatoly Artsebarsky, cosmonaute ukrainien.
- 10 septembre : Yvon Vautour, ancien joueur de hockey sur glace.
- 14 septembre :
  - Louis Bilbao, joueur français de rugby à XV.
  - James Clappison, avocat britannique et homme politique du Parti conservateur.
  - Silvio Denz, entrepreneur suisse.
  - Bruno Houzelot, pilote de rallye automobile français.
  - Kóstas Karamanlís (Κωνσταντίνος Καραμανλής), homme politique grec, premier ministre de 2004 à 2009.
  - Nathalie Roussel, actrice et chanteuse française.
  - Alarmel Valli, danseuse classique et chorégraphe indienne.
  - Maxime Verhagen, homme politique néerlandais.
  - Eliza Vozemberg, femme politique grecque.
  - Ray Wilkins, footballeur international anglais († 4 avril 2018).
  - Eddy Zdziech, chef d'entreprise et dirigeant sportif français.
- 16 septembre :
  - Kevin R. Kregel, astronaute américain.
  - David Copperfield, illusionniste américain.
- 17 septembre : Mandawuy Yunupingu, musicien australien († 2 juin 2013).
- 22 septembre : Jean-Claude Servais, scénariste et dessinateur belge de bande dessinée.
- 23 septembre : 
  - Lilli Carati, actrice italienne († 20 octobre 2014).
  - Paolo Rossi (football), footballeur italien († 9 décembre 2020).
- 26 septembre : 
  - Linda Hamilton, actrice américaine.
  - Sanou Nana Kané, femme politique malienne.
- 29 septembre : James D. Halsell, astronaute américain.

## Décès
- 11 septembre : Billy Bishop, as de l'aviation (° 8 février 1894).
- 15 septembre : Charles Dow Richards, premier ministre du Nouveau-Brunswick (° 12 juin 1879).
- 18 septembre : Adélard Godbout, premier ministre du Québec (° 24 septembre 1892).